# Paavo Lonkila
Paavo Olavi Lonkila (Kiuruvesi, 11 januari 1923 - aldaar, 22 september 2017) was een Fins langlaufer. 

## Carrière
Lonkila won in 1950 de zilveren medaille op de wereldkampioenschappen op de estafette. Twee jaar later tijdens de Olympische Winterspelen 1952 won Lonkila de bronzen medaille op de 18 kilometer en de titel op de estafette. Lonkila was van beroep boer.

## Belangrijkste resultaten

### Olympische Winterspelen
| Editie | Plaats | Resultaten        |
| ------ | ------ | ----------------- |
| 1952   | Oslo   | 18 km · estafette |

### Wereldkampioenschappen langlaufen
| Jaar | Plaats      | Resultaten           |
| ---- | ----------- | -------------------- |
| 1950 | Lake Placid | 5e 18 km · estafette |
| 1952 | Oslo        | 18 km · estafette    |